# Zalău
Zalău (in ungherese Zilah, in tedesco Zillenmarkt) è un municipio della Romania di 63 642 abitanti, capoluogo del distretto di Sălaj, nella regione storica della Transilvania. 
Fa parte dell'area amministrativa anche la località di Stâna.

## Storia
La città si trova in una zona in cui sono evidenti le tracce della dominazione Romana. L'attuale Zalău si trova infatti a soli 8 km dai resti del castrum Romano di Porolissum, del quale rimangono importanti resti, con case, templi, una fortificazione ed un anfiteatro.
Durante il Medioevo la città era un importante centro commerciale, essendo ubicata lungo la cosiddetta Via del sale, che collegava l'area delle miniere di sale della Transilvania con il resto dell'Europa. Tra il 1526 ed il 1660 fece parte del Principato di Transilvania, per venire poi conquistata dagli Ottomani, che ne rimasero in possesso fino al 1692.
Fino al Trattato del Trianon, Zalău era uno dei più importanti centri urbani della regione, con istituzioni culturali e scuole di alto livello, il più grande ospedale della regione ed era sede di uffici finanziari e fiscali. Come tutta la regione, durante la Seconda guerra mondiale passò ancora sotto il controllo del Regno d'Ungheria.
Le due guerre mondiali segnarono un totale cambiamento nella struttura demografica, ancor più accentuato successivamente dallo sviluppo dato alla città dagli insediamenti industriali voluti dal regime comunista: se infatti nel 1910 la popolazione era costituita per oltre il 90% da ungheresi, il primo censimento effettuato dopo la caduta del regime comunista, svoltosi nel 1992, indicava una netta predominanza della popolazione di etnia romena (quasi l'80%), con gli ungheresi che erano scesi attorno al 20%.
Oggi la città mantiene la sua vocazione industriale, nonostante la crisi che ha accompagnato la ristrutturazione dell'economia nazionale negli anni novanta, conseguenza della fine dei massicci contributi erogati in precedenza dal regime comunista. Le più importanti industrie della città sono oggi stabilimenti della Michelin e della Tenaris.

## Monumenti e luoghi d'interesse
- Chiesa calvinista, XIII secolo
- Statua di Miklós Wesselényi (grande politico transilvano del XIX secolo), opera di János Fadrusz
- Collegio Wesselényi ("Colegiul National Silvania"), dove ebbe a studiare anche il più grande scrittore transilvano moderno, Endre Ady.

## Cultura
Zalău dispone di due istituzioni universitarie e di numerose scuole superiori. Tra le istituzioni culturali, di particolare importanza è il Museo Storico e Artistico, con una collezione di oggetti provenienti dagli insediamenti umani ritrovati nella zona e risalenti a diversi periodi, dal Neolitico fino al tardo Medioevo, con particolare attenzione al periodo di dominazione Romana ed alla cultura contadina.
La città ospita inoltre ogni anno manifestazioni folcloristiche con spettacoli di arte e musica popolare.

## Amministrazione

### Gemellaggi
- Szentendre
- Hægebostad
- Kvinesdal
- Carapelle
- Lavena Ponte Tresa

## Galleria d'immagini

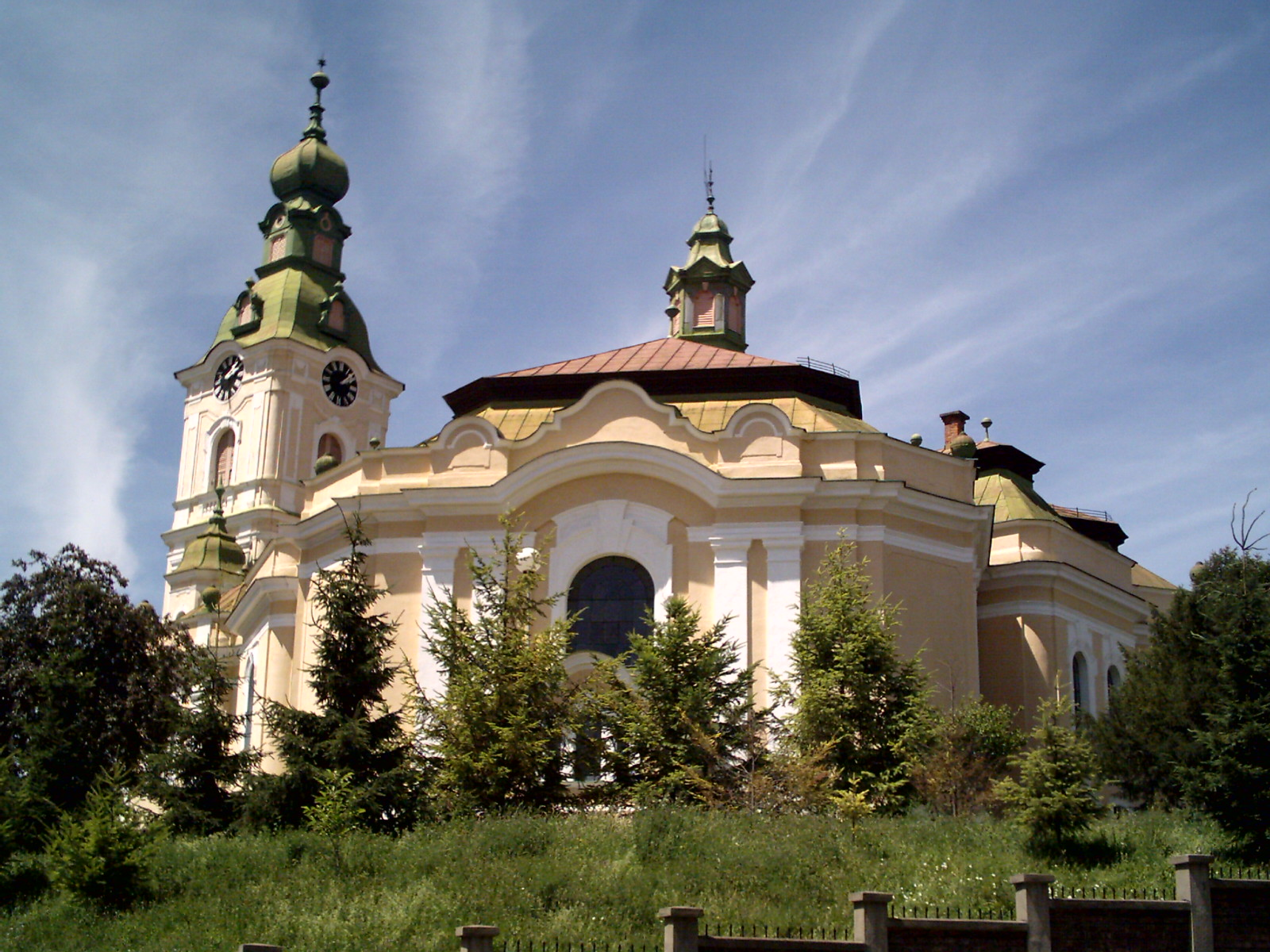
Il Tempio calvinista
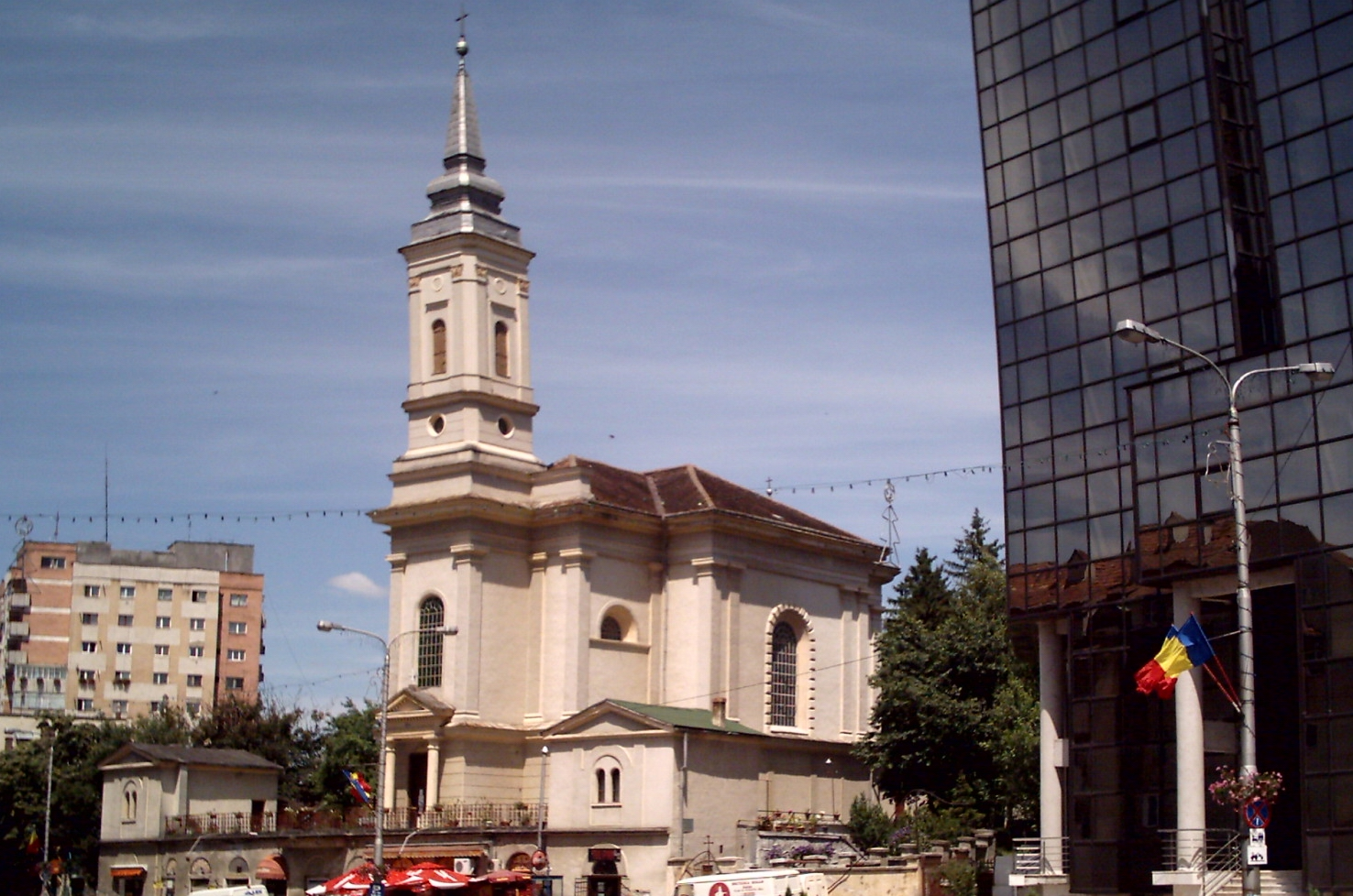
La Chiesa cattolica
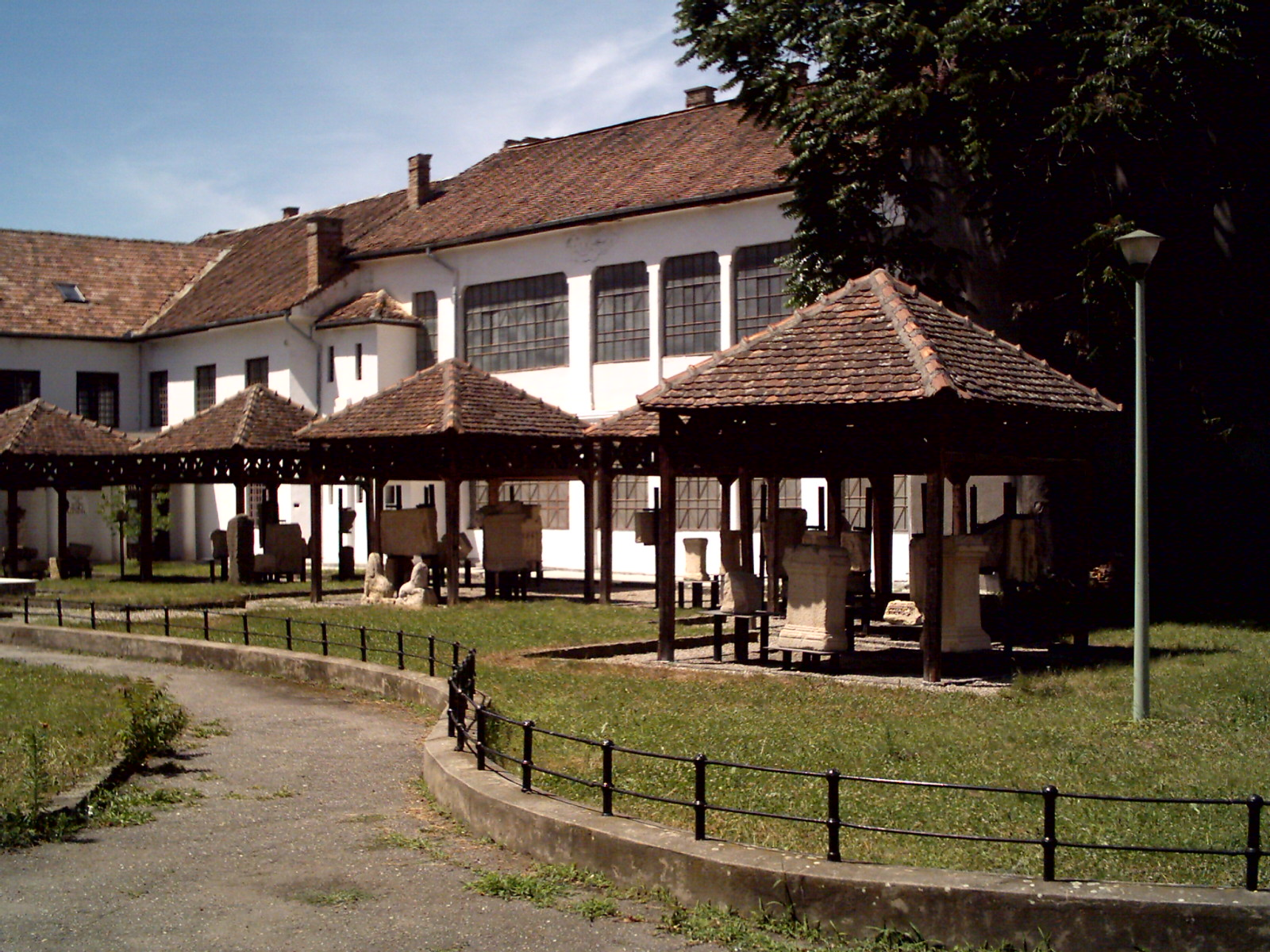
Esposizione all'aperto nel Museo Storico e Artistico
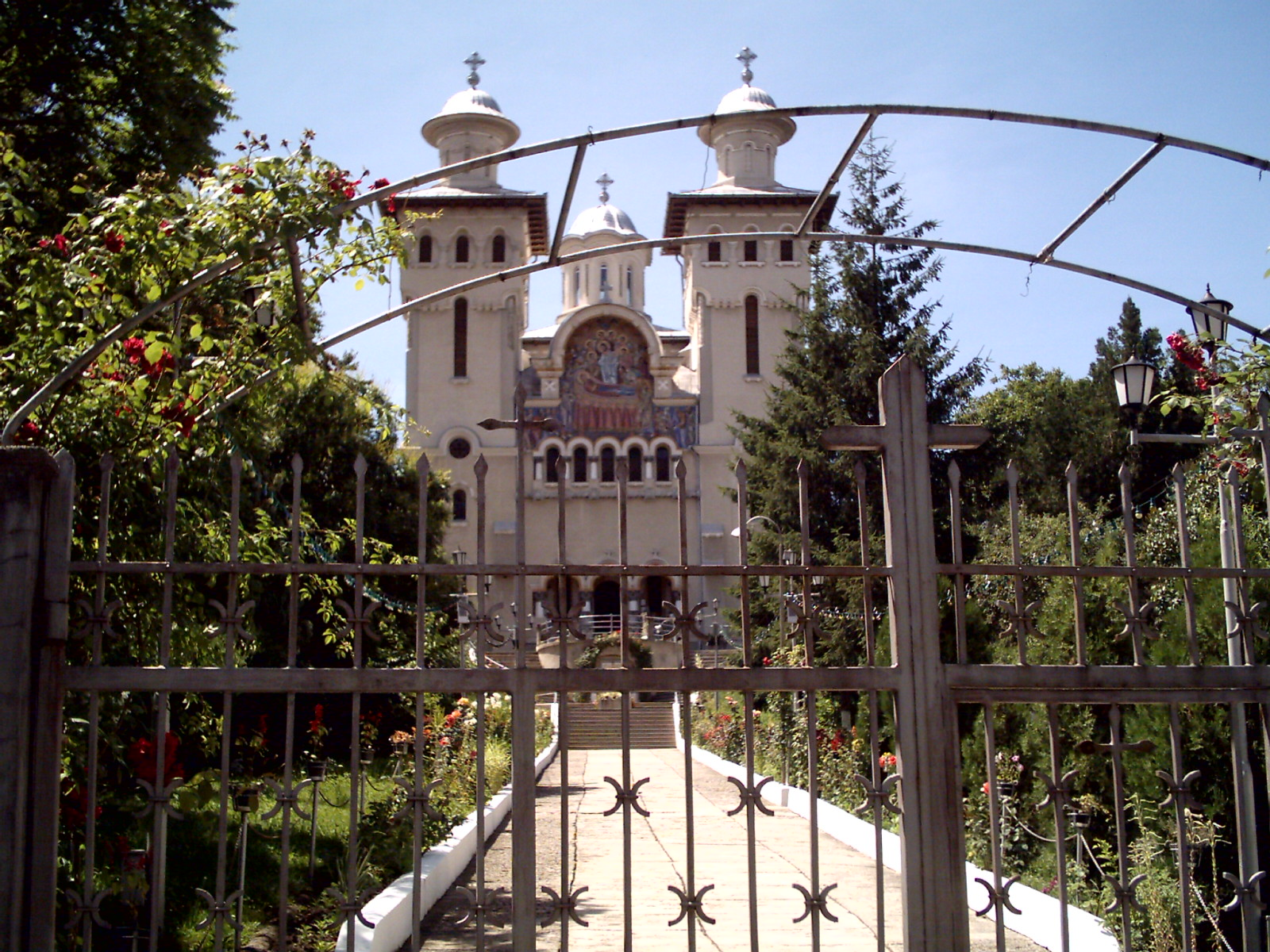
La Chiesa ortodossa